# RJ-158
A RJ-158 é uma rodovia de 172 KM de extensão, no qual interliga o munício de Campos dos Goytacazes à BR-393, no município de Carmo. Permitindo assim acesso à Usina Hidrelétrica de Ilha dos Pombos, da Light, trecho em que se encontra asfaltada. Seu leito se torna natural entre Porto Velho do Cunha, em Carmo, e Batatal, em Itaocara. A partir daí, é pavimentada até o acesso a Cambuci, na ponte sobre o Rio Paraíba do Sul, o qual é margeado pela estrada pelo margem Sul, recebendo simetria da RJ-194, na margem Norte, a partir de Itaocara. Volta ao leito natural até chegar a Pureza, em São Fidélis, quando compartilha um breve trecho com a BR-492. A partir de então, recebe pavimentação até Campos, possuindo geometria com vários pontos de ultrapassagem ao longo de seu percurso final e o trecho da rodovia, entre as rodovias BR-393 e RJ-160, está no pacote de concessões de rodovia proposto pelo GERJ.